# مختطف (فلم 2017)
مختطف (بالإنجليزية: Snatched) هو فيلم كوميدي أمريكي من إخراج جوناثان ليفين وبطولة إيمي شومر، غولدي هاون، جوان كوزاك، آيك بارينهولتز، واندا سايكس وكريستوفر ميلوني، صدر الفيلم في 12 مايو 2017.

## روابط خارجية
- الموقع الرسمي
- مقالات تستعمل روابط فنية بلا صلة مع ويكي بيانات

لا توجد روابط لمواقع التواصل الاجتماعي.